# Дельта (Британська Колумбія)
Дельта (англ. Delta) — окружний муніципалітет в Канаді, у провінції Британська Колумбія, у складі регіонального округу Метро-Ванкувер.

## Населення
За даними перепису 2016 року, окружний муніципалітет нараховував 102238 осіб, показавши зростання на 2,4%, порівняно з 2011-м роком. Середня густина населення становила 567,4 осіб/км².
З офіційних мов обидвома одночасно володіли 7 190 жителів, тільки англійською — 90 605, тільки французькою — 25, а 3 590 — жодною з них. Усього 30595 осіб вважали рідною мовою не одну з офіційних, з них 15 — одну з корінних мов, а 140 — українську.
Працездатне населення становило 64,4% усього населення, рівень безробіття — 5,3% (5,1% серед чоловіків та 5,4% серед жінок). 85,8% осіб були найманими працівниками, а 12,8% — самозайнятими.
Середній дохід на особу становив $49 483 (медіана $36 631), при цьому для чоловіків — $60 615, а для жінок $38 882 (медіани — $45 742 та $29 865 відповідно).
32,1% мешканців мали закінчену шкільну освіту, не мали закінченої шкільної освіти — 15,4%, 52,5% мали післяшкільну освіту, з яких 42,7% мали диплом бакалавра, або вищий, 525 осіб мали вчений ступінь.
| Статево-вікова структура населення | Статево-вікова структура населення | Статево-вікова структура населення | Статево-вікова структура населення | Статево-вікова структура населення |
| ---------------------------------- | ---------------------------------- | ---------------------------------- | ---------------------------------- | ---------------------------------- |
|                                    |                                    |                                    |                                    |                                    |
| Всього                             | Всього                             | 49,0%51,0%                         |                                    |                                    |
| 0 — 14 років                       | 0 — 14 років                       |                                    | 16%                                | 16%                                |
| 15 — 64 років                      | 15 — 64 років                      |                                    | 65,2%                              | 65,2%                              |
| 65 і більше                        | 65 і більше                        |                                    | 18,7%                              | 18,7%                              |
| 85 і більше                        | 85 і більше                        |                                    | 2,3%                               | 2,3%                               |
| 100 і більше                       | 100 і більше                       |                                    | 0%                                 | 0%                                 |
| Середній вік (років)               | Середній вік (років)               | 41,643,1                           | 42,4                               | 42,4                               |
| Медіана (років)                    | Медіана (років)                    | 43,645,1                           | 44,4                               | 44,4                               |
| — чоловіки — жінки                 |                                    |                                    |                                    |                                    |

| Походження мешканців:     | Походження мешканців:     | Походження мешканців: | Походження мешканців: | Походження мешканців: |
| ------------------------- | ------------------------- | --------------------- | --------------------- | --------------------- |
| Походження                |                           |                       | осіб                  | %                     |
| Корінні американці        | Корінні американці        |                       | 3 385                 | 3.36%                 |
| Інше північноамериканське | Інше північноамериканське |                       | 19 670                | 19.51%                |
| Європейське               | Європейське               |                       | 60 880                | 60.37%                |
| британське                | британське                |                       | 43 305                | 42.94%                |
| французьке                | французьке                |                       | 7 505                 | 7.44%                 |
| українське                | українське                |                       | 4 485                 | 4.45%                 |
| Латинськоамериканське     | Латинськоамериканське     |                       | 1 280                 | 1.27%                 |
| Карибське                 | Карибське                 |                       | 655                   | 0.65%                 |
| Африканське               | Африканське               |                       | 1 000                 | 0.99%                 |
| Азійське                  | Азійське                  |                       | 34 685                | 34.39%                |
| Океанійське               | Океанійське               |                       | 1 555                 | 1.54%                 |

| Зайнятість населення за галузями (за класифікацією NOC): | Зайнятість населення за галузями (за класифікацією NOC): | Зайнятість населення за галузями (за класифікацією NOC): | Зайнятість населення за галузями (за класифікацією NOC): | Зайнятість населення за галузями (за класифікацією NOC): |
| -------------------------------------------------------- | -------------------------------------------------------- | -------------------------------------------------------- | -------------------------------------------------------- | -------------------------------------------------------- |
|                                                          |                                                          |                                                          |                                                          |                                                          |
| Управління                                               | Управління                                               |                                                          | 12,1%                                                    | 12,1%                                                    |
| Бізнес, фінанси та адміністрування                       | Бізнес, фінанси та адміністрування                       |                                                          | 16,8%                                                    | 16,8%                                                    |
| Природничі та прикладні науки                            | Природничі та прикладні науки                            |                                                          | 6,3%                                                     | 6,3%                                                     |
| Охорона здоров'я                                         | Охорона здоров'я                                         |                                                          | 5,3%                                                     | 5,3%                                                     |
| Освіта, правозахист, муніципальні та урядові служби      | Освіта, правозахист, муніципальні та урядові служби      |                                                          | 10,7%                                                    | 10,7%                                                    |
| Мистецтво, культура, відпочинок та спорт                 | Мистецтво, культура, відпочинок та спорт                 |                                                          | 3,2%                                                     | 3,2%                                                     |
| Роздрібна торгівля та послуги                            | Роздрібна торгівля та послуги                            |                                                          | 23,2%                                                    | 23,2%                                                    |
| Гуртова торгівля, транспорт та обладнання                | Гуртова торгівля, транспорт та обладнання                |                                                          | 17,2%                                                    | 17,2%                                                    |
| Природні ресурси, сільське господарство                  | Природні ресурси, сільське господарство                  |                                                          | 1,9%                                                     | 1,9%                                                     |
| Виробництво                                              | Виробництво                                              |                                                          | 3,2%                                                     | 3,2%                                                     |

## Клімат
Середня річна температура становить 10,3°C, середня максимальна – 20,9°C, а середня мінімальна – -1,4°C. Середня річна кількість опадів – 1 342 мм.
| Клімат поселення                              | Клімат поселення | Клімат поселення | Клімат поселення | Клімат поселення | Клімат поселення | Клімат поселення | Клімат поселення | Клімат поселення | Клімат поселення | Клімат поселення | Клімат поселення | Клімат поселення | Клімат поселення |
| Показник                                      | Січ.             | Лют.             | Бер.             | Квіт.            | Трав.            | Черв.            | Лип.             | Серп.            | Вер.             | Жовт.            | Лист.            | Груд.            |                  |
| Середній максимум, °C                         | 8,30             | 10,01            | 11,75            | 14,26            | 17,47            | 20,20            | 20,56            | 20,91            | 17,98            | 13,50            | 9,56             | 6,97             |                  |
| Середня температура, °C                       | 3,44             | 5,17             | 6,89             | 9,40             | 12,60            | 15,32            | 17,50            | 17,85            | 14,91            | 10,40            | 6,49             | 3,88             |                  |
| Середній мінімум, °C                          | −1,42            | 0,30             | 2,02             | 4,55             | 7,77             | 10,48            | 14,42            | 14,77            | 11,83            | 7,34             | 3,41             | 0,81             |                  |
| Норма опадів, мм                              | 185              | 131              | 116              | 99               | 78               | 66               | 44               | 46               | 59               | 128              | 212              | 178              |                  |
| Середньомісячна швидкість вітру, м/с          | 3.26             | 3.12             | 3.25             | 3.08             | 2.96             | 2.99             | 2.88             | 2.60             | 2.36             | 2.62             | 3.25             | 3.35             |                  |
| Середньомісячна сонячна радіація, кДж/м²·день | 3094             | 6054             | 10028            | 15021            | 18716            | 20241            | 21419            | 18321            | 13101            | 7066             | 3547             | 2432             |                  |
| --------------------------------------------- | ---------------- | ---------------- | ---------------- | ---------------- | ---------------- | ---------------- | ---------------- | ---------------- | ---------------- | ---------------- | ---------------- | ---------------- | ---------------- |
| Джерело:                                      |                  |                  |                  |                  |                  |                  |                  |                  |                  |                  |                  |                  |                  |

## Міста-побратими
- Мангалур, Індія (2010)